# Heinz Scheel
Heinz Scheel (* 16. Mai 1952 in Lüdenscheid, Nordrhein-Westfalen) ist ein deutscher Autor und Gestaltungskünstler. Er lebt in Weinsberg in Baden-Württemberg.

## Leben
Heinz Scheel besuchte das Zeppelin-Gymnasium in Lüdenscheid. Bereits in seiner Jugend gab es erste Begegnungen mit fernöstlichen Traditionen und Yoga, die sein Leben prägten. Er arbeitete später autodidaktisch als freischaffender Gestaltungskünstler und Restaurator mit eigenem Atelier in den Fachrichtungen Malerei und Keramik, die er auch unterrichtete.
2007 veröffentlichte Heinz Scheel den Essayband Vom Tanz des Werdens, ein Buch über den Buddhismus. Anschließend gab er langjährig Kurse in Meditation, unter anderem im Kloster Schöntal als Fortbildungsmaßnahme für Führungskräfte verschiedener Unternehmen.
Im September 2020 erschien von Heinz Scheel seine erste romanhafte Prosaerzählung Krankalla, eine vielschichtige Biografie seiner Kindheit und Jugend. Das Werk setzt sich mit menschlichen Abgründen, der Kunst, der Liebe und dem inneren Frieden auseinander.

## Veröffentlichungen
- "Krankalla – Verdunkelte Seelen", Roman, 2020 Verlag am Rande (Sipbachzell, Österreich), ISBN 978-3-903190-35-1.
- „Rund um die Liebe“, CD, 2013 Heinrich Klassen Musikverlag (Neckarsulm), Textautor und Sprecher
- „Geführte Tiefenentspannung“, CD, 2013 Heinrich Klassen Musikverlag (Neckarsulm), Textautor und Sprecher
- "Vom Tanz des Werdens", Essays, 2007 AQUINarte Edition (Kassel), ISBN 978-3-933332-55-4 (Werk ist vergriffen).